# Municipio de Van Buren (condado de Union)
El municipio de Van Buren (en inglés: Van Buren Township) es un municipio ubicado en el condado de Union en el estado estadounidense de Arkansas. En el año 2010 tenía una población de 659 habitantes y una densidad poblacional de 2,91 personas por km².

## Geografía
El municipio de Van Buren se encuentra ubicado en las coordenadas 33°17′3″N 92°50′11″O / 33.28417, -92.83639. Según la Oficina del Censo de los Estados Unidos, el municipio tiene una superficie total de 226.8 km², de la cual 226,45 km² corresponden a tierra firme y (0,15 %) 0,35 km² es agua.

## Demografía
Según el censo de 2010, había 659 personas residiendo en el municipio de Van Buren. La densidad de población era de 2,91 hab./km². De los 659 habitantes, el municipio de Van Buren estaba compuesto por el 86,19 % blancos, el 11,68 % eran afroamericanos, el 0,3 % eran amerindios, el 0,15 % eran asiáticos, el 0,61 % eran de otras razas y el 1,06 % eran de una mezcla de razas. Del total de la población el 0,91 % eran hispanos o latinos de cualquier raza.